# 신한은행
신한은행(新韓銀行)은 대한민국의 은행이다.

## 연원 및 변천
이희건 회장을 중심으로 은행업 진출
신한은행은 조국의 금융산업 선진화를 바라던 재일동포들의 애국심과 금융보국 정신을 바탕으로 1982년 7월 7일 설립되었다. 1965년 한일 국교 정상화 이후 모국의 산업화와 경제발전을 위해 대규모 투자를 진행한 재일동포들은 모국의 열악한 금융 환경 때문에 어려움을 겪었다. 이를 해소하고자 1973년 이희건 회장을 중심으로 ‘교민은행 설립준비위원회’를 구성하고, 재일본대한민국민단을 중심으로 은행업 진출을 타진한다. 1981년 10월 한국은행이 은행 설립을 위한 내인가 신청서를 승인함에 따라, 교민은행 설립이 본궤도에 오른다. 대한민국 금융에 새바람을 일으킨다는 의미를 담아 은행 이름을 ‘신한’으로 정하고, 9개월여 간의 준비기간 끝에 1982년 7월 7일 첫 영업을 개시한다.
창업 당시 신한은행은 자본금 250억 원, 지점 3개, 직원 279명의 작은 은행이었다. 하지만 창업 당일 본점 영업부에 내점한 고객 수는 1만 7,520명에 이르렀고, 신규로 가입한 예금 좌수 및 예금 계수는 총 5,017좌에 357억 4800만원의 실적을 만들었다. 이후 신한은행은 은행 설립 4년 4개월 만에 수신 1조원을 돌파하는 등 빠른 성장세를 이어간다.
원스톱 종합 금융 서비스를 지향한 신한은행은 1985년 6월 정부의 자본시장 육성방안 발표에 맞춰 1985년 6월 19일 동화증권을 인수, 8월 사명을 신한증권㈜로 변경해 자회사로 편입했다. 1987년 3월 11일에는 ㈜신한종합연구소, 1990년 1월 4일에는 신한생명보험㈜를 설립했다. 이어서 1991년 5월 27일에는 신한리스를 설립하였고 1996년 8월 30일에는 신한투자신탁운용㈜의 영업을 개시했다.
IMF 이후 동화은행과 조흥은행 인수
1990년대 신한은행은 금융 자율화라는 변화에 대응해 종합금융그룹으로 성장할 수 있는 토대를 마련하는 한편, 개인 및 가계 금융 상품 개선을 추진했다. 2001년 9월 1일에는 민간 금융지주회사인 신한금융지주가 탄생했다. 2000년부터 출범 준비를 함께 한 4개 그룹사(은행, 증권, 캐피탈, 투자신탁운용)와 함께 2001년 신설한 2개의 그룹사(e신한, 신한맥쿼리금융자문)가 자회사로 포함됐다.
2006년 4월 1일에 조흥은행과 합병하여 현재의 통합 신한은행이 출범했다. 존속 법인을 조흥은행으로 지정하고 구 신한은행 법인 자체를 소멸시키면서, 현 신한은행 법인의 첫 창립 연도는 구 신한은행의 1982년이 아닌 조흥은행의 1897년이다.

## 영업점
국내 지점(2023년 12월 말)
- 지점 및 출장소: 721개

해외 지점(2021년 12월 말)
- 20개국 163개 네트워크

◎ 지점
미국(1개)
영국(1개)
홍콩(1개)
싱가폴(1개)
인도(6개)
필리핀(1개)
두바이(1개)
호주(1개)
미얀마(1개)
◎ 현지법인
미국(15개)
중국(19개)
일본(11개)
베트남(43개)
캐나다(4개)
캄보디아(12개)
독일(1개)
폴란드(1개)
카자흐스탄(1개)
인도네시아(39개)
멕시코(1개)
◎ 사무소
우즈베키스탄(1개)
헝가리(1개)

## 같이 보기
- 신한금융지주
- 조흥은행
- 한성은행 축구단
- 신한청년당
- 신한카드
- KBO 리그